# Mimas (måne)
 Der er for få eller ingen kildehenvisninger i denne artikel, hvilket er et problem. Du kan hjælpe ved at angive troværdige kilder til de påstande, som fremføres i artiklen.

 For alternative betydninger, se Mimas. (Se også artikler, som begynder med Mimas)
Mimas er en af planeten Saturns måner: den blev opdaget den 17. september 1789 af astronomen William Herschel.

## Navngivning
Mimas kendes også under betegnelsen Saturn I (I som i romertallet for én). Navnet Mimas kommer fra giganten Mimas fra den græske mytologi. Dette navn blev foreslået sammen med navneforslag til de øvrige seks Saturn-måner man kendte på den tid, af Herschels søn John Herschel i dennes publikation fra 1847, Results of Astronomical Observations made at the Cape of Good Hope.

## Fysiske egenskaber
Med en massefylde på 1170 kilogram pr. kubikmeter formodes det[kilde mangler] at Mimas overvejende består af almindelig is, dvs. frossent vand, og kun kan indeholde meget lidt jern og klippemateriale. Mimas påvirkes af tidevandskræfter, som "strækker" månen og gør den "æggeformet" frem for helt rund som en kugle; det ses tydeligt på billeder som rumsonden Cassini har taget af månen.
Et af de mest markante overfladetræk ved Mimas er et 130 kilometer stort krater (en tredjedel af Mimas' egen diameter), Herschel-krateret, som er opkaldt efter opdageren, William Herschel. Herschel-kraterets kant er ca. 5 kilometer høj, og hæver sig ca. 10 kilometer over kraterbunden, som domineres af et 6 kilometer højt centralbjerg. Det er resultatet af et meteoritnedslag, som efter al sandsynlighed har været tæt på at udslette Mimas; på den stik modsatte side af månen ses revner der efter al sandsynlighed opstod da chockbølger fra dannelsen af Herschel-krateret rullede igennem Mimas' indre, og til sidst blev fokuseret her.
Ved siden af Herschel-krateret har Mimas' overflade talrige andre kratere i størrelsesordenen fra 20 til 40 kilometer, men meget få mindre kratere. Det tyder på at der foregår en proces, som med tiden "udvisker" de mindre kratere.

## Mimas og Saturns ringsystem
Mimas' tyngdekraft bidrager til at opretholde den såkaldte Cassini-deling i Saturns system af planetringe; et tilsyneladende "tomt" område mellem den såkaldte A-ring og B-ring. Mimas selv kredser noget længere borte fra Saturn end Cassini-delingen, men dens tyngdefelt vil forstyrre kredsløbet for ethvert objekt i Cassini-delingen på en sådan måde, at objektets omløbsbane før eller siden vil blive flyttet væk fra Cassini-delingen.